# Colleen Ward
Colleen Ward (ur. 4 października 1989 w Naperville, USA) – amerykańska siatkarka grająca na pozycji przyjmującej. Wychowanka  University of Illinois. 
Od sezonu 2013/2014 występuje w klubie PGNIG Nafta Piła.

## Kluby
| Klub                        | Lata gry   |
| --------------------------- | ---------- |
| University of Illinois      | wychowanka |
| Bisonte Azzura San Casciano | 2012−2013  |
| PGNIG Nafta Piła            | 2013–2014  |